# Caucanthus auriculatus
Caucanthus auriculatus là một loài thực vật có hoa trong họ Malpighiaceae. Loài này được (Radlk.) Nied. mô tả khoa học đầu tiên năm 1915.